# Bakaka jezik
Bakaka jezik (ISO 639-3: bqz; entralni mbo), nigersko-kongoanski jezik iz skupine pravih bantu jezika kojim govori oko 30 000 ljudi (1998 SIL) u kamerunskoj regiji Littoral. Pripada sjeverozapadnoj skupini u zoni A. Ima brojne dijalekte, babong (ihobe mbog, ihobe mboong), baneka (mwaneka), bakaka (ehob mkaa, kaa, kaka), manehas (mwahed, mwahet, mvae), balondo (ehobe belon) i bafun (mbwase nghuy, miamilo, pendia).
Bakaka je jedan od pet ngoe jezika koji čine dio podskupine lundu-balong (A.10). Mlađi ljudi služe se i francuskim, dok starija generacija poznaje i jezik duala [dua]; latinično pismo.

## Vanjske poveznice
- Ethnologue (14th)
- Ethnologue (15th)